# 入船亭扇治
入船亭 扇治（いりふねてい せんじ、1962年10月24日 - ）は、落語家。本名∶児山 智明。落語協会会員。出囃子は『お前とならば』。岐阜県美濃市出身。

## 経歴
1981年3月、岐阜県立武義高等学校卒業。1986年3月に上智大学文学部新聞学科卒業し、8月に九代目入船亭扇橋に入門。1987年に楽屋入り、前座名扇べい。
1990年9月に三遊亭新潟、橘家文吾、三遊亭窓樹と共に二ツ目昇進し、扇治と改名。
2001年9月に柳家禽太夫、三遊亭白鳥、橘家文左衛門、三遊亭萬窓、林家きく姫、柳家三太楼、柳家一琴、古今亭駿菊、金原亭馬遊と共に真打昇進。2003年、第8回林家彦六賞を受賞。

## 芸歴
- 1987年8月 - 九代目入船亭扇橋に入門、前座名「扇べい」。
- 1990年9月 - 二ツ目昇進、「扇治」と改名。
- 2001年9月 - 真打昇進。

## 演目
- 「竹の水仙」
- 「道具屋」
- 「長短」
- 「堀の内」
- 「妾馬」
- 「文七元結」

### 新作
いずれも自作。
- 「割引寄席」
- 「二十年目の前座」

## 人物
十一代目桂文治と二人会を開いている。